# Victor Alexandrov
Victor Alexandrov (Sint-Petersburg, 1908 - Parijs, 3 juli 1984) was een Amerikaans schrijver van Russische herkomst. Hij schreef vooral werken over contemporaine geschiedkundige onderwerpen en publiceerde ook onder de naam Victor Alexandrov Perry.

## Leven en werk
Alexandrov werd geboren in een welvarend gezin. Zijn vader was Alexander Perper, een Petersburgse advocaat en lid van de Constitutioneel-Democratische Partij. Zijn moeder was de Joodse zangeres Emma Rybkina. In het voorjaar van 1917, bij het begin van de Russische Revolutie werd hij naar een oom in het zuiden van Rusland gestuurd, maar die bleek er bij aankomst niet meer te zijn. In de chaos kwam hij terecht in een groep verweesde en rondzwervende kinderen en leert het leven van een totaal andere kant kennen. Toen hij in 1918 terugkeerde naar Sint-Petersburg waren zijn ouders uitgeweken naar Finland. Hij reisde hen achterna en werd in 1919 met hen herenigd. Later zou het gezin zich vestigen in Berlijn, waar zijn vader in 1922 kwam te overlijden.
Via Parijs vertrok Alexandrov naar Griekenland, waar hij zich toelegde op journalistiek werk. In 1936, toen de door hem altijd fel bekritiseerde Ioannis Metaxas aan de macht kwam, emigreerde hij naar de Verenigde Staten en nam daar de Amerikaanse nationaliteit aan. In 1941 trad hij in dienst bij het Amerikaanse leger en tijdens de invasie in Europa was hij oorlogscorrespondent. Ook versloeg hij de processen van Neurenberg in 1945.
In 1945 publiceerde Alexandrov ook zijn eerste boek, zijn autobiografische geschrift Adders onder adders (Journey through Chaos), over zijn turbulente jeugdjaren tijdens en na de Russische Revolutie, in Nederland verschenen in de reeks Privé-domein. Later legde hij zich toe op het schrijven van werken over moderne historische onderwerpen, gebaseerd op eigen onderzoek. Daarin keerde hij zich zowel tegen het fascisme als tegen het communisme. Zo schreef hij boeken over de laatste jaren van de Romanovs, over de affaire Michail Toechatsjevski en over de levens van Nikita Chroesjtsjov en Adolf Eichmann. Ook werkte hij als scenarioschrijver en schreef onder andere het script voor de film Les Maudits (1947) van René Clément.
Hij ligt begraven op de Russische begraafplaats van Sainte-Geneviève-des-Bois in Sainte-Geneviève-des-Bois (Essonne), nabij Parijs.
- Bibsys: 90954344
- Biblioteca Nacional de Chile: 000215733
- Biblioteca Nacional de España: XX925593
- Catàleg d'autoritats de noms i títols de Catalunya: 981058515377706706
- CiNii: DA05684366
- Gemeinsame Normdatei: 1208018086
- International Standard Name Identifier: 0000 0001 0936 1070
- Library of Congress Control Number: n50034469
- Bibliotheek van het Japanse parlement: 00519504
- Nationale Bibliotheek van Tsjechië: jn20000600126
- Nationale Bibliotheek van Israël: 987007257507805171
- Nationale Bibliotheek van Polen: a0000001696582
- Nederlandse Thesaurus van Auteursnamen: 073721891
- Système universitaire de documentation: 081533691
- Virtual International Authority File: 111925764
- WorldCat: E39PBJfrGrDJpr3WChHKMVMHG3